# GelreDome
GelreDome er et fodboldstadion i den hollandske by Arnhem. GelreDome er hjemmebane for fodboldklubben Vitesse Arnhem. Stadion åbnede den 25. marts 1998, og er konstrueret med et tag, der kan overdække stadion, der således også kan anvendes til koncerter og andre begivenheder. Stadion har en kapacitet på 34.000 tilskuere til sportsbegivenheder og 41.000 til koncerter. Stadionet blev benyttet under fodbold-EM 2000.